# SK Telecom
SK Telecom (NYSE: SKM) é uma operadora de telecomunicações portáteis da Coreia do Sul, controlada pelo grupo SK, um dos maiores chaebols do país. "SK" significa "Sun Kyung".
SK Telecom é uma provedora de serviços portáteis na Coreia, com 50,5% do mercado em 2008. Desde que foi estabelecida em 29 de março de 1984, a companhia se desenvolveu desde a primeira geração de sistemas analógicos de celular, para a segunda geração CDMA, então para o sistema IMT-2000. SK Telecom também se tornou a primeira no mundo a comercializar HSDPA em maio de 2006.
Os atuais serviços da companhia incluem NATE, um serviço de internet tanto de rede quanto wireless, June, um serviço multimedia, MONETA, um serviço monetário, serviços telemáticos como NATE Drive e até serviço Digital Home. Em 2004, SK Telecom lançou Hanbyul, o primeiro satélite DMB do mundo. A carregadora atualmente provê DMB por satélite aos assinantes através de sua subsidiária TU Media.
A SK Telecom também oferece uma variedade de serviços de internet, muitos através de sua subsidiária SK Communications. Cyworld é um dos serviços de blog mais populares na Coreia do Sul e NateOn é um dos mais populares programas de mensagens instantâneas.
SK Telecom T1 é também um melhores times da Coreia do Sul em League of Legends e no eSport em geral. Referência na modalidade, a equipe de LoL da SK Telecom, é pentacampeã mundial do jogo (vencedora do League of Legends World Championship em 2013, 2015, 2016, 2023 e 2024).